# Monte Ymers

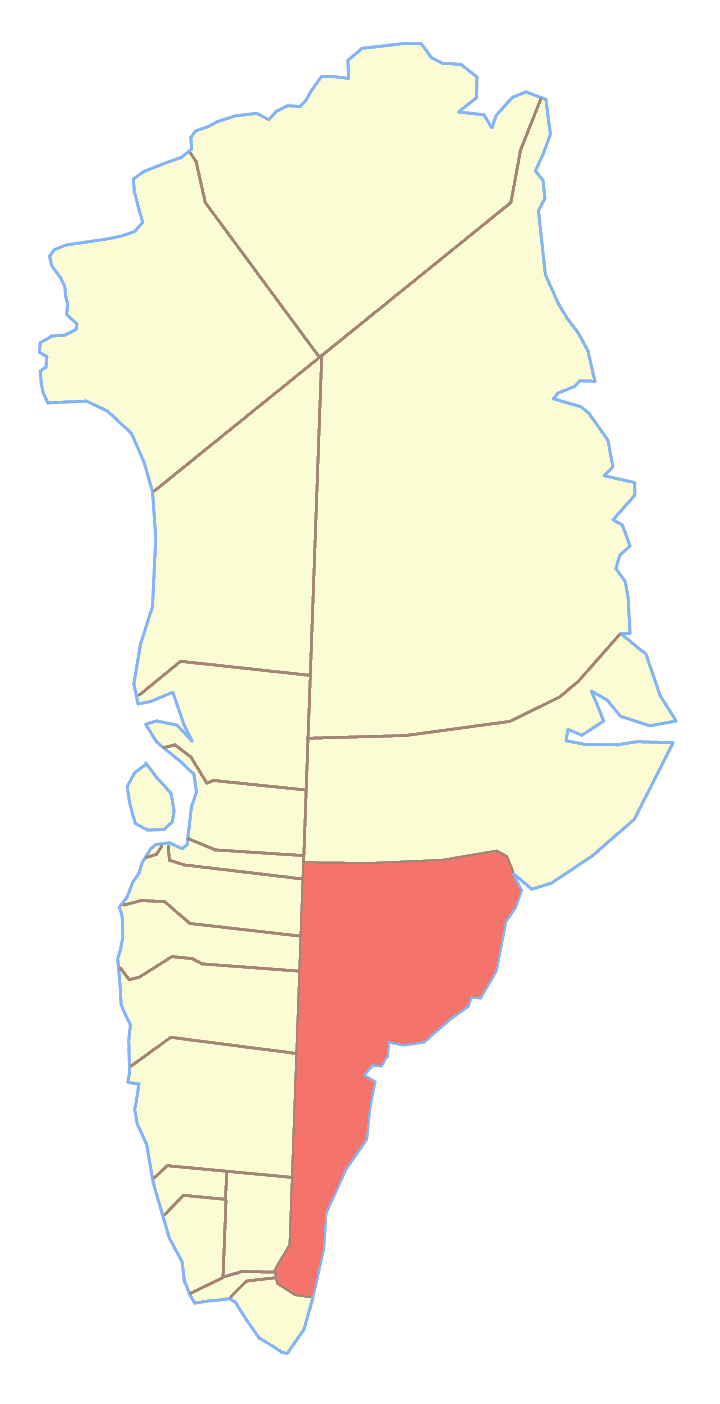
Ex comune di Ammassalik, dove si trovava il Monte Ymers

Il monte Ymers (danese: Ymers Bjerg) è una montagna della Groenlandia di 830 m. Si trova a 65°36'N 37°46'O; appartiene al comune di Sermersooq.